# Manoir de la Porte Guyondaie
Le manoir de la Porte Guyondaie est un édifice situé à Caro en France.

## Localisation
Le manoir est situé sur le territoire de la commune de Caro, au lieu-dit la Guyondaie, dans le département du Morbihan en région Bretagne.

## Description
Le manoir date des XVIIe et XVIIIe siècles. Édifice construit en moellons sans chaîne en pierre de taille de granite et de schiste. Toiture à  longs pans recouverte d'ardoises, pignon couvert, croupe. Tour d’escalier postérieure.

## Historique
Vestiges d'un manoir plus important. L'ancienne métairie du manoir de la Guyondaie, appelée la Porte Guyondaie, est devenue au début du  XVIIe siècle un manoir, par suite d'une division en deux :- la Porte Guyondaie- le Verger Guyondaie ou seigneurie principale de la Guyondaie. Les deux furent de nouveau réunies en une seule seigneurie au milieu du XVIIIe siècle.
Le manoir est inscrit à l'inventaire général du patrimoine culturel.